# Новоукраїнка (Казанківська селищна громада)
Новоукраї́нка — село в Україні, у Казанківській селищній громаді Баштанського району Миколаївської області. Населення становить 99 осіб.